# Fusō (1877)
Fusō (jap. 扶桑 Fusō) – japoński okręt pancerny (pancernik centralnobateryjny) zbudowany w 1875 r., jedyny okręt tego typu. Brał udział w bitwach wojny chińsko-japońskiej.

## Historia
„Fusō” został zamówiony w Wielkiej Brytanii w ramach programu rozwoju floty japońskiej na 1875 rok, w związku z przewidywanym konfliktem z Chinami. Głównym projektantem był sir Edward Reed i projekt stanowił pomniejszoną wersję brytyjskiego HMS „Iron Duke”, z rozmieszczeniem artylerii zapożyczonym z francuskiego „Redoutable”. Początkowo posiadał pomocnicze ożaglowanie typu bark trzymasztowy. Był jednym z pierwszych japońskich pancerników i po ukończeniu najsilniejszym okrętem floty japońskiej.

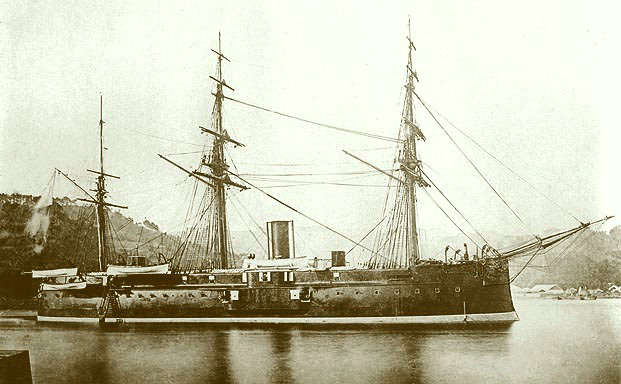
„Fusō” – wygląd początkowy

Uzbrojenie okrętu zgrupowane było w centralnej opancerzonej baterii na śródokręciu. Stanowiły je pierwotnie 4 działa kalibru 240 mm Krupp L/30 umieszczone na rogach pancernej cytadeli (po 2 na burtę) oraz 2 działa 170 mm Krupp L/25 w odkrytych barbetach na burtach nad cytadelą. Uzupełniało je 6 dział 75 mm i poczwórny karabin maszynowy Nordenfelta.
W 1894 – tuż przed wojną z Chinami – okręt został zmodernizowany. Usunięto jeden z trzech masztów, a pozostałe dwa przesunięto i wyposażono w platformy dla lekkich dział. Stare działa 170 mm zostały zastąpione przez dwa nowoczesne szybkostrzelne 152 mm oraz dodano dwa dalsze, na podstawach z maskami przeciwodłamkowymi, w osi podłużnej okrętu, na pokładzie dziobowym i rufowym. Działa 75 mm zastąpiono przez 11 dział 47 mm i dodano 2 nadwodne wyrzutnie torped kal. 457 mm w burtach.
Po remoncie w latach 1898–1899 stare działa 240 mm zostały zastąpione przez 4 działa 152 mm (razem miał 8) i dodatkowe działa 47 mm. Już jednak w 1903 okręt z powodu małej wartości bojowej został częściowo rozbrojony. Jego uzbrojenie stanowiły odtąd 2 działa 152 mm w centralnej baterii i 4 działa 120 mm na pokładzie górnym oraz działa 47 mm.
Opancerzenie z pancerza typu compound stanowił główny pas burtowy na całej długości linii wodnej i wysokości 2,52 m o maksymalnej grubości na śródokręciu 230 mm, zmniejszającej się w kierunku krańców do 102–178 mm. Grubsza część pasa, obejmująca m.in. kotłownie i maszynownie, zamknięta była od przodu i tyłu grodziami grubości 178 mm, tworząc cytadelę. Nad pasem była centralna bateria długości 14,5 m, osłonięta pancerzem 203–178 mm.

## Służba
„Fusō” brał aktywny udział w wojnie chińsko-japońskiej (1894–1895), przede wszystkim w bitwie u ujścia Jalu 17 września 1894, w której został uszkodzony.
29 października 1897 na skutek kolizji z krążownikiem „Matsushima” wpadł na mieliznę koło wyspy Sikoku. Został z niej ściągnięty dopiero 5 czerwca 1898, po czym był remontowany do 1899. W tym czasie 21 marca 1898 został przeklasyfikowany na pancernik II klasy.
Służył podczas wojny rosyjsko-japońskiej, lecz nie brał już czynnego udziału w walkach. 12 grudnia 1905 został przeklasyfikowany na pancernik obrony wybrzeża II klasy.
Został skreślony z listy floty 1 kwietnia 1908, po czym złomowany w 1910.